# Tri-Cities Fever
I Tri-Cities Fever sono stati una franchigia professionistica di football americano indoor con sede a Kennewick, Washington, che ha giocato nella Indoor Football League. I Fever disputavano le loro gare casalinghe al Toyota Center.

## Storia
I Fever giocarono la loro prima stagione nella National Indoor Football League (NIFL) vincendo subito il titolo in finale contro i Rome Renegades 47-31. Nel 2007 si spostarono nella af2, minor league della defunta Arena Football League, in cui rimasero fino alla stagione 2009. Nel 2010, la squadra passò alla neonata Indoor Football League in cui perse le finali delle ultime stagioni, 2011 e 2012, in entrambi i casi contro i Sioux Falls Storm.